# 岸里

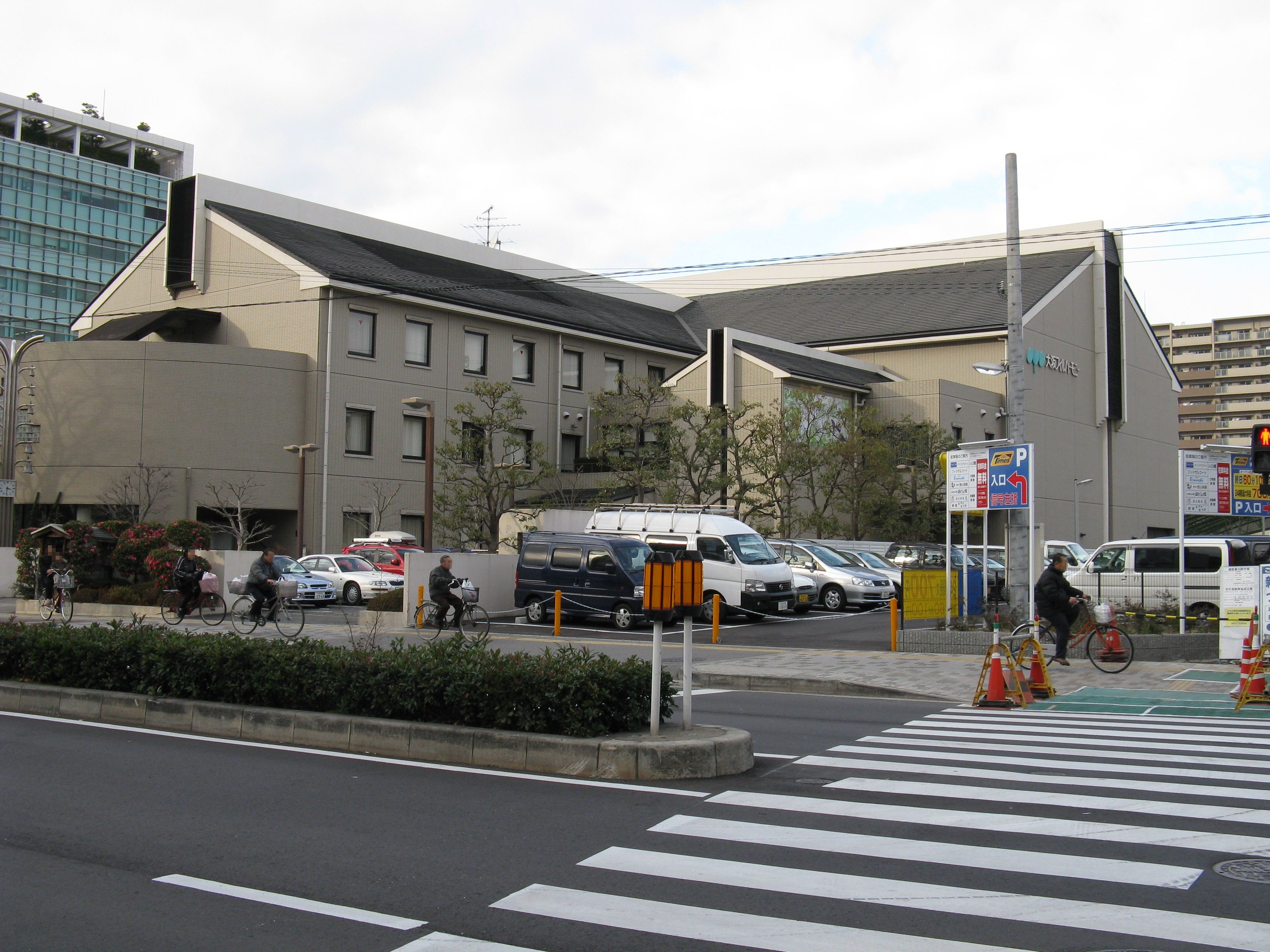
大阪フィルハーモニー会館（岸里1丁目）

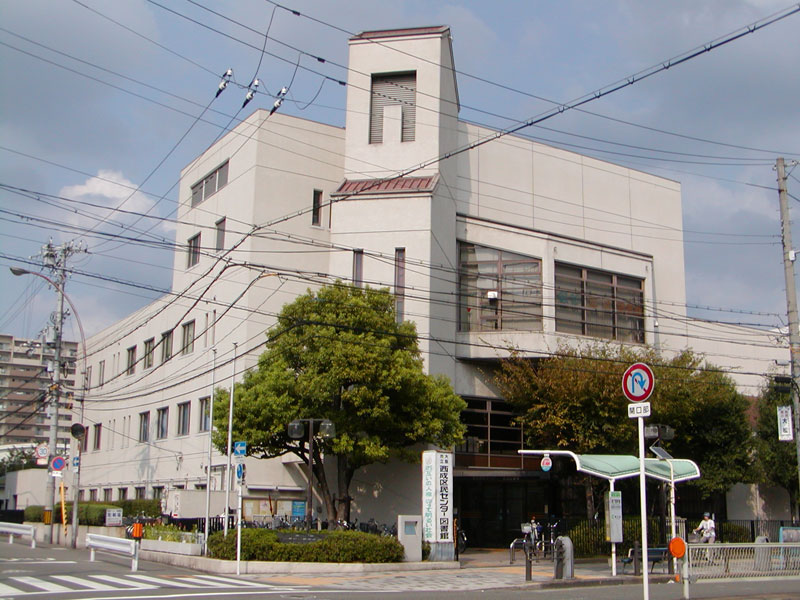
西成区民センター・西成図書館（岸里1丁目）

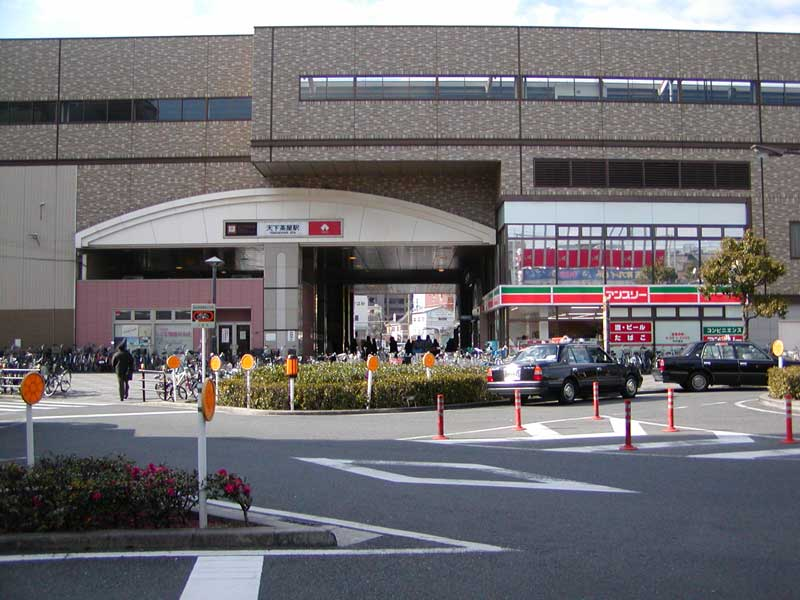
天下茶屋駅（岸里1丁目）

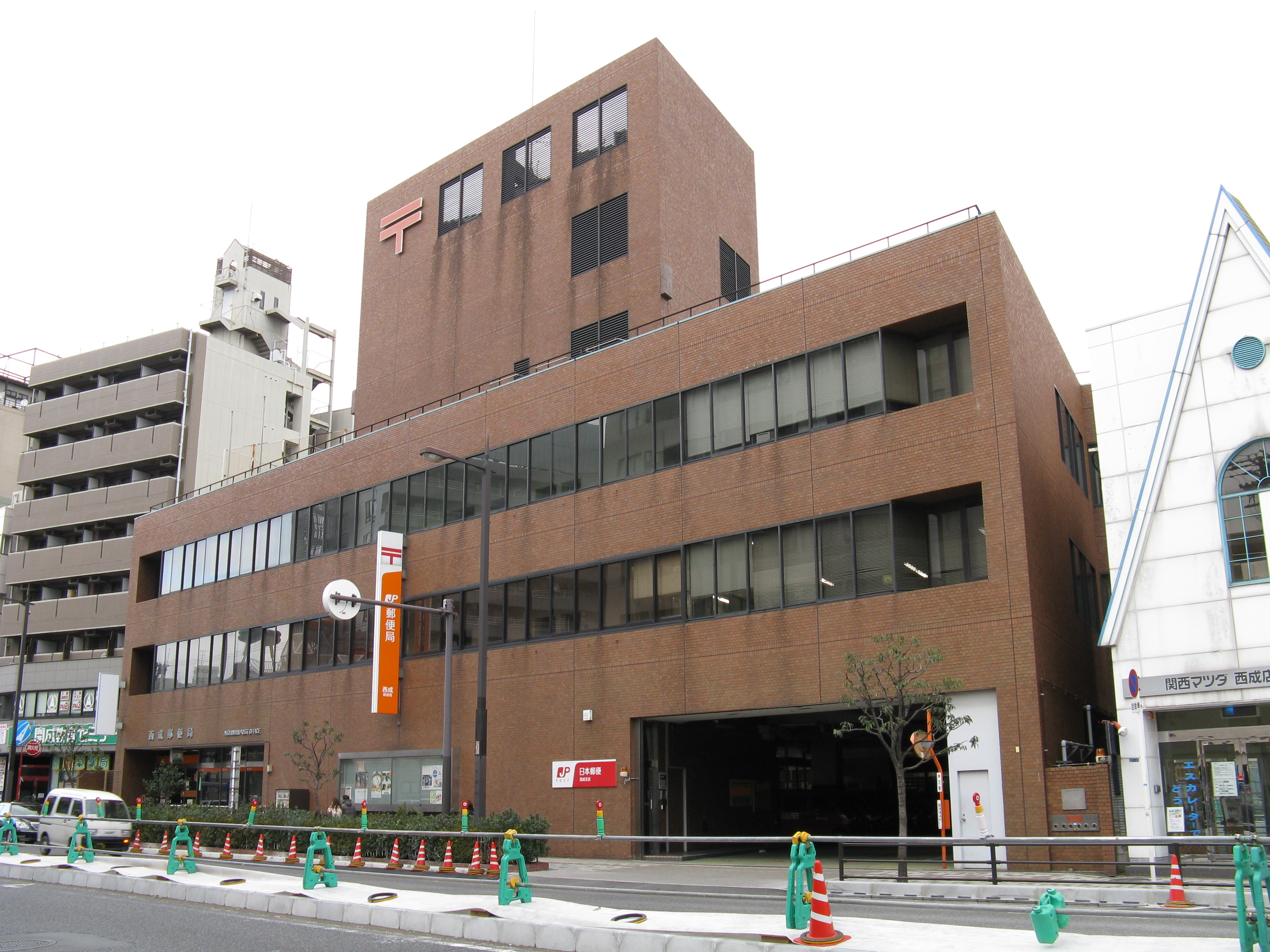
西成郵便局（岸里2丁目）

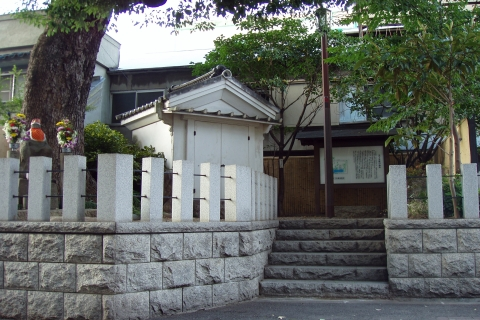
史跡天下茶屋跡（岸里東2丁目）

岸里（きしのさと）は、大阪市西成区の地名および地域名である。「岸の里」「岸ノ里」と表記されることもある。

## 概要
町名としては、西成区岸里1丁目-3丁目、および西成区岸里東1丁目-2丁目がある。岸里は、北端を天下茶屋駅・南端を岸里玉出駅とした、南海本線の線路と国道26号に挟まれた地域となっている。岸里東は、松虫通の南側、南海本線および南海高野線の線路、阪堺電気軌道阪堺線の線路に囲まれた地域となっている。
また広い意味では、西成区潮路・千本北・千本中・千本南辺りの周辺地域も岸里に含まれる。西成区の地域区分としては、岸里連合振興町会の管轄区域（おおむね大阪市立岸里小学校の通学区域と一致）をもって岸里地域としている。なお西側に隣接する千本地域にも、岸里の名称を冠した施設等が見られる。地域の南側は玉出となる。
広域地名としてとらえた場合、近隣にある天下茶屋との境界は曖昧となり、地域の大半は広義の天下茶屋の一部とも認識されることがある。なお現在の岸里東の一部は、1973年の住居表示実施前は天下茶屋の町名であり、天下茶屋の地名の由来となった茶屋も現在の岸里東2丁目にあった。また、南海・地下鉄天下茶屋駅の所在地も岸里1丁目である。
地域は住宅地となっている。Osaka Metro四つ橋線岸里駅周辺には、西成区役所をはじめ西成区の主要な公共施設が集中している。現在の岸里1丁目にはかつて南海電鉄天下茶屋車庫があり、跡地には2000年代以降スーパーマーケットやマンションなどが建設されている。
鉄道の便としては、南海本線・高野線天下茶屋駅・岸里玉出駅、大阪市高速電気軌道四つ橋線岸里駅、同堺筋線天下茶屋駅、阪堺電気軌道阪堺線聖天坂停留場・天神ノ森停留場が通る。また場所によっては、南海汐見橋線西天下茶屋駅も徒歩圏内となる。
また道路は国道26号が南北に通り、松虫通が東西に通る。また潮路2丁目の西端をなにわ筋が通り、岸里交差点西側約150m地点（潮路2丁目付近）で松虫通と合流している。

## 歴史
地名の由来については、古代新羅渡来系氏族の難波吉士（なにわのきし）が居住していたことで「吉士」が同音の「岸」に転じたという説がある。また、かつては大阪湾に面した海辺の環境だったことから「海辺（岸）にある集落（里）」として「岸の里」の地名ができたという説もある。
中世以降現在の岸里東2丁目付近が、紀州街道沿いに開けた集落となった。その集落は勝間新家、のち天下茶屋と呼ばれ、現在の岸里東2丁目にあった茶屋が現在の史跡天下茶屋跡に当たる。現在の岸里に当たる地域の大半は農村地帯となり、木津と粉浜を結ぶ勝間街道が紀州街道のバイパス的な役割として設置されていた。
明治時代には町村制に基づく西成郡今宮村（のち今宮町）および勝間村（のち玉出町）、東成郡天王寺村が成立した。大阪市街地の発展に伴って大正時代には住宅地となった。1913年7月25日には南海鉄道（現：南海本線）の岸ノ里駅（1993年岸里玉出駅に統合）が設置されている。
当時の勝間村には玉出尋常高等小学校（現：大阪市立玉出小学校）があったが、児童数の急増に伴い1913年に玉出第二尋常小学校（現：大阪市立岸里小学校）が開校した。
今宮町・玉出町・天王寺村は1925年に大阪市に編入された。今宮町と玉出町ほか計4町村で西成区が成立し、天王寺村ほか計12町村で住吉区が成立した。その後1943年に、現在の岸里東に当たる地域の一部が住吉区から西成区に編入された。
町名は西皿池町・東皿池町・千本通・田端通・南海通・松原通・天下茶屋（現在の天下茶屋とは別）・有楽町などの地名に分かれていたが、1973年に住居表示を実施して現在の町名に整理された。この時に岸里・岸里東の町名も初めて正式に設定されている。

### 年表
- 1885年12月29日 - 阪堺鉄道（現：南海本線）が開通。天下茶屋駅が開業。
- 1889年 - 町村制に基づく西成郡今宮村・勝間村・木津村・川南村および東成郡天王寺村が発足。
- 1900年9月3日 - 高野鉄道（現：南海高野線）が大小路駅（現：堺東駅）から道頓堀駅（現：汐見橋駅）まで延伸。勝間駅（現：岸里玉出駅）を設置。
- 1903年2月26日 - 勝間駅を阿部野駅に改称。
- 1907年3月16日 - 天王寺村48番屋敷（現：岸里東1丁目）に天下茶屋郵便局（現：阿倍野郵便局）が開局。
- 1911年12月1日 - 阪堺電気軌道阪堺線が開通（聖天坂停留場・天神ノ森停留場を設置）。
- 1913年
  - 7月25日 - 南海鉄道（1898年に阪堺鉄道から改称）の岸ノ里駅が開業。
  - 11月19日 - 玉出第二尋常小学校（1941年岸里国民学校を経て、1947年岸里小学校に改称）が開校。
- 1915年11月1日 - 勝間村が町制を施行。玉出町となる。
- 1917年9月1日 - 今宮村が町制を施行。今宮町となる。
- 1922年9月6日 - 南海鉄道が大阪高野鉄道（1915年に高野鉄道から改称）を合併、「南海高野線」になる。
- 1925年
  - 2月1日 - 高野線の阿部野駅を岸ノ里駅に改称。
  - 4月1日 - 現区域が大阪市に編入。旧西成郡今宮町・玉出町・津守村・粉浜村の区域で西成区を設置。旧天王寺村の区域（山王・天下茶屋地区）は住吉区に属する。
- 1927年 - 皿池町（現在の岸里1丁目・潮路1丁目の大半に相当）、従来の今宮第五尋常小学校（現：橘小学校）校区より玉出第二尋常小学校（現：岸里小学校）校区へ変更。
- 1940年 - 国道16号（現：国道26号）が開通。
- 1947年 - 学制改革に伴い西成第三中学校（1949年成南中学校に改称）が開校。
- 1948年 - 西成税務署が現在地に移転。
- 1953年3月 - 西成消防署が現在地に移転。
- 1954年12月10日 - 西成区役所が現在地に移転。
- 1956年6月1日 - 大阪市営地下鉄3号線（現：Osaka Metro四つ橋線）岸里駅が開業。
- 1961年12月4日 - 西成郵便局が現在地に移転。
- 1973年11月 - 住居表示実施。現行の町名となる。
- 1982年3月1日 - 南海天下茶屋工場廃止。
- 1985年3月15日 - 大阪市立西成図書館が開館。
- 1991年7月 - 大阪フィルハーモニー会館が開館。
- 1993年
  - 3月4日 - 大阪市営地下鉄堺筋線（現：Osaka Metro堺筋線）天下茶屋駅開業。
  - 4月18日 - 南海本線萩ノ茶屋～粉浜間高架化。岸ノ里駅と玉出駅を統合して岸里玉出駅開業。
- 2001年12月 - 西成区役所庁舎（2代目、現庁舎）が竣工。地下鉄岸里駅出入口も区役所に併設。
- 2010年3月30日 - なにわ筋が梅南交差点から松虫通との合流地点（潮路2丁目）まで全通。

## 世帯数と人口

### 岸里
2019年（令和元年）9月30日現在の世帯数と人口は以下の通りである。
| 丁目       | 世帯数    | 人口    |
| ---------- | --------- | ------- |
| 岸里一丁目 | 329世帯   | 525人   |
| 岸里二丁目 | 864世帯   | 1,180人 |
| 岸里三丁目 | 945世帯   | 1,550人 |
| 計         | 2,138世帯 | 3,255人 |

人口の変遷
国勢調査による人口の推移。
| 1995年（平成7年）  | 3,100人 | [ 6 ]  |  |
| 2000年（平成12年） | 3,304人 | [ 7 ]  |  |
| 2005年（平成17年） | 3,189人 | [ 8 ]  |  |
| 2010年（平成22年） | 3,427人 | [ 9 ]  |  |
| 2015年（平成27年） | 3,460人 | [ 10 ] |  |

世帯数の変遷
国勢調査による世帯数の推移。
| 1995年（平成7年）  | 1,787世帯 | [ 6 ]  |  |
| 2000年（平成12年） | 1,956世帯 | [ 7 ]  |  |
| 2005年（平成17年） | 2,010世帯 | [ 8 ]  |  |
| 2010年（平成22年） | 2,086世帯 | [ 9 ]  |  |
| 2015年（平成27年） | 2,070世帯 | [ 10 ] |  |

### 岸里東
2019年（令和元年）9月30日現在の世帯数と人口は以下の通りである。
| 丁目         | 世帯数    | 人口    |
| ------------ | --------- | ------- |
| 岸里東一丁目 | 1,853世帯 | 2,553人 |
| 岸里東二丁目 | 744世帯   | 1,178人 |
| 計           | 2,597世帯 | 3,731人 |

人口の変遷
国勢調査による人口の推移。
| 1995年（平成7年）  | 4,306人 | [ 6 ]  |  |
| 2000年（平成12年） | 4,146人 | [ 7 ]  |  |
| 2005年（平成17年） | 4,091人 | [ 8 ]  |  |
| 2010年（平成22年） | 4,002人 | [ 9 ]  |  |
| 2015年（平成27年） | 3,777人 | [ 10 ] |  |

世帯数の変遷
国勢調査による世帯数の推移。
| 1995年（平成7年）  | 2,415世帯 | [ 6 ]  |  |
| 2000年（平成12年） | 2,422世帯 | [ 7 ]  |  |
| 2005年（平成17年） | 2,500世帯 | [ 8 ]  |  |
| 2010年（平成22年） | 2,559世帯 | [ 9 ]  |  |
| 2015年（平成27年） | 2,433世帯 | [ 10 ] |  |

## 学区
市立小・中学校に通う場合、学区は以下の通りとなる。なお、小学校・中学校入学時に学校選択制度を導入しており、通学区域以外に西成区にある以下の通学区域に隣接する校区にある小学校、西成区内にある中学校から選択することも可能。
| 丁目         | 番                                             | 小学校                 | 中学校                 |
| ------------ | ---------------------------------------------- | ---------------------- | ---------------------- |
| 岸里一丁目   | 1番（一部） 2番                                | 大阪市立橘小学校       | 大阪市立天下茶屋中学校 |
| 岸里一丁目   | 1番（一部） 3～5番                             | 大阪市立岸里小学校     | 大阪市立成南中学校     |
| 岸里二丁目   | 全域                                           | 大阪市立岸里小学校     | 大阪市立成南中学校     |
| 岸里三丁目   | 全域                                           | 大阪市立岸里小学校     | 大阪市立成南中学校     |
| 岸里東一丁目 | 1～4番 19番1～7号 19番8号（一部） 19番20～22号 | 大阪市立天下茶屋小学校 | 大阪市立天下茶屋中学校 |
| 岸里東一丁目 | 5〜18番 19番8号（一部） 19番9～15号） 20～30番 | 大阪市立岸里小学校     | 大阪市立成南中学校     |
| 岸里東二丁目 | 全域                                           | 大阪市立岸里小学校     | 大阪市立成南中学校     |

## 事業所
2016年（平成28年）現在の経済センサス調査による事業所数と従業員数は以下の通りである。

### 岸里
| 丁目       | 事業所数  | 従業員数 |
| ---------- | --------- | -------- |
| 岸里一丁目 | 96事業所  | 1,274人  |
| 岸里二丁目 | 61事業所  | 444人    |
| 岸里三丁目 | 54事業所  | 469人    |
| 計         | 211事業所 | 2,187人  |

### 岸里東
| 丁目         | 事業所数  | 従業員数 |
| ------------ | --------- | -------- |
| 岸里東一丁目 | 99事業所  | 880人    |
| 岸里東二丁目 | 59事業所  | 280人    |
| 計           | 158事業所 | 1,160人  |

## 主要施設

### 官公庁
- 西成区役所・西成区保健福祉センター
- 西成税務署
- 西成消防署
- 西成郵便局

### 文化施設・公園等
- 西成区民センター・西成図書館
- 西成産業会館
- 大阪フィルハーモニー会館
- 天下茶屋公園
- 天下茶屋跡
- 安養寺
- 天神ノ森天満宮

### 学校
- 大阪市立成南中学校
- 大阪市立岸里小学校
- 大阪市立千本小学校
- 岸の里幼稚園

### 商業施設
- デイリーカナートイズミヤ岸里店
- デイリーカナートイズミヤ天下茶屋店（カナートモール天下茶屋）
- マックスバリュ南海岸里店
- サンディ岸ノ里店
- スーパー玉出岸里店（玉出ボウル併設）
- りくろーおじさんの店岸里新本店

## 岸里ゆかりの著名人
- 有山じゅんじ - 歌手。「岸里のジェームス・テイラー」と呼ばれていた。
- 伊東静雄 - 詩人。一時期西成区松原通（現：岸里東）に在住。
- 織田長益（有楽斎） - 大名・茶人。織田信長の弟。現在の天下茶屋3丁目の一部と岸里東1丁目の一部に当たる旧町名・有楽町は有楽斎が住んでいたことによると伝えられている。
- ザ・タイガース - 駆け出しの頃に京都から岸里（千本南1丁目）のアパートに移り住み、音楽喫茶「ナンバ一番」に出演。
- 竹越ひろ子 - 歌手。岸の里音楽院出身。
- 福井謙一 - ノーベル化学賞受賞者。幼少期に岸里在住。玉出第二尋常小学校（現：岸里小学校）卒業。
- やしきたかじん - 歌手。岸里小学校・成南中学校卒業。
- リリー（見取り図） - お笑い芸人。在住。

## その他

### 日本郵便
- 集配担当する郵便局と郵便番号は以下の通りである[14]。

| 町丁   | 郵便番号 | 郵便局     |
| ------ | -------- | ---------- |
| 岸里   | 557-0041 | 西成郵便局 |
| 岸里東 | 557-0042 | 西成郵便局 |